# Qaḑā' Adhruḩ
Qaḑā' Adhruḩ (arabiska: قضاء اذرح) är en kommun i Jordanien.   Den ligger i guvernementet Ma'an, i den centrala delen av landet, 180 km söder om huvudstaden Amman.